# Château de la Grifferie
Le château de la Grifferie est un château construit à partir du XVIIe siècle sur le territoire de la commune de Luché-Pringé dans l'actuel département de la Sarthe, en France. 
Il est en partie inscrit au titre des monuments historiques.

## Localisation
Le château est situé dans le sud du département de la Sarthe, à 6,5 km au sud-est du bourg de Luché et à 3,5 km au nord du centre-ville du Lude.

## Histoire
Situé à environ 8 km du bourg de Luché, le château de la Grifferie a été bâti sur la rive droite du Loir à partir du XVIIe siècle. Sa construction a été facilitée par les carrières de tuffeau qui bordent le coteau du Loir. Au XVIIIe siècle, le marquis de la Galissonière remania les façades. Au XIXe siècle, la marquise de Foucault fit dessiner le parc à l'anglaise. 
Les vestiges d'une villa gallo-romaine ont été découverts à proximité du château par Adrien Percheron de Monchy, propriétaire de la Grifferie au début du XXe siècle.

## Architecture
Les dispositions actuelles du château datent pour l'essentiel du XVIIe siècle. Le logis simple placé entre cour et jardin est flanqué de deux pavillons latéraux. La cour d'honneur est bordée de plusieurs corps de dépendances symétriques, placés en retraits successifs et réunis entre eux par des murs au tracé courbe.
Les façades et toitures du château et des communs, le grand salon, petit salon, la salle à manger et la bibliothèque avec leurs décors font l'objet d'une inscription au titre des monuments historiques depuis le 24 juin 1976.